# ووربويز (كامبريدجشير)
ووربويز (بالإنجليزية: Warboys)‏ هي قرية وأبرشية مدنية تقع في المملكة المتحدة في إنجلترا.